# Ґергард Ауер
Ґергард Ауер (нім. Gerhard Auer, 29 червня 1943 — 21 вересня 2019) — німецький академічний веслувальник.
Олімпійський чемпіон 1972 року в складі розпашної четвірки зі стерновим.
Чемпіон світу 1970 року в складі розпашної четвірки зі стерновим.
Чемпіон Європи 1969, 1971 років у складі розпашної четвірки зі стерновим.